# زنغوتة (سياهو)
زنغوتة (بالفارسية: زنکوته) هي قرية تقع في إيران في قسم سياهو الريفي.